# Adrián Cáceres
Claudio Adrián Cáceres (Buenos Aires, 10 de enero de 1982) es un exfutbolista argentino que cuenta con nacionalidad australiana. Su último club fue Chiangrai United de Tailandia.

## Clubes
| Club                      | País          | Año       |
| ------------------------- | ------------- | --------- |
| Southampton FC            | Inglaterra    | 2000-2001 |
| Brentford FC              | Inglaterra    | 2001      |
| Hull City FC              | Inglaterra    | 2002      |
| Perth Glory               | Australia     | 2002-2004 |
| Yeovil Town               | Inglaterra    | 2004      |
| Wycombe Wanderers         | Inglaterra    | 2005      |
| Aldershot Town            | Inglaterra    | 2005      |
| Perth Glory               | Australia     | 2005-2006 |
| Melbourne Victory         | Australia     | 2006-2008 |
| Central Coast Mariners FC | Australia     | 2008-2009 |
| Wellington Phoenix FC     | Nueva Zelanda | 2009-2010 |
| Inglewood United          | Australia     | 2010      |
| Heidelberg United         | Australia     | 2011      |
| Real Mataram              | Indonesia     | 2011-2012 |
| Chiangrai United          | Tailandia     | 2012-2013 |